# جانپائولو روسمینو
جانپائولو روسمینو (ایتالیایی: Gianpaolo Rosmino؛ ۲ ژوئیه ۱۸۸۸ – ۲۰ ژوئیه ۱۹۸۲) یک بازیگر و کارگردان اهل ایتالیا بود.
از فیلم‌هایی که وی در آن نقش داشته‌است، می‌توان به خشم آشیل، بی‌نوایان، عشق اول، میهمان یک‌شبه، دختر ماتا هاری و دون بوسکو اشاره کرد.